# Miocora notoxantha
Miocora notoxantha – gatunek ważki z rodziny Polythoridae. Występuje w Ameryce Centralnej – stwierdzony w Kostaryce i Panamie.